# Ахундзаде, Нариман Ахмед оглы
Нариман Ахмед оглы Ахундзаде (азерб. Nəriman Əhməd oğlu Axundzadə; род. 23 апреля 2004, Баку) — азербайджанский футболист, полузащитник клуба «Карабах» и сборной Азербайджана.

## Биография

### Клубная карьера
Воспитанник «Карабаха». На профессиональном уровне дебютировал в первой лиге в составе «Карабах-2». В основном составе выступает начиная с сезона 2022/23. В дебютный сезон в высшей лиге сыграл 9 матчей, не отметившись результативными действиями, но стал чемпионом Азербайджана. 22 февраля 2024 года забил решающий гол в концовке ответного матча с португальской «Брагой» (2:3; 6:5 по сумме двух матчей), чем вывел «Карабах» в 1/8 финала Лиги Европы.

### Карьера в сборной
Дебютировал за сборную Азербайджана 19 ноября 2023 года в матче отборочного турнира чемпионата Европы 2024 против сборной Бельгии (0:5), в котором вышел на замену после перерыва.

## Достижения
«Карабах»
- Чемпион Азербайджана (2): 2022/23, 2023/24